# Paweł Kaleta (1912–1991)
Paweł Kaleta (ur. 11 listopada 1912 w Trzyńcu, zm. 27 maja 1991) – polski kompozytor i działacz społeczny.
Od 1930 roku studiował na Wydziale Pedagogicznym Instytutu Kształcenia Nauczycieli Muzyki w Ostrawie. W 1932 roku założył w Trzyńcu kwartet smyczkowy "Arco", którego był pierwszym skrzypkiem i kierownikiem artystycznym. Rozpoczął też studia w klasie kompozycji w Państwowym Konserwatorium w Pradze, ale musiał je przerwać już po jednym semestrze w wyniku wydarzeń 1938 roku.
Od 1954 roku był członkiem Związku Kompozytorów Czechosłowackich, od 1958 roku Zrzeszenia Śpiewaczo-Muzycznego ZG PZKO.
Ma na swoim koncie ponad 300 utworów muzycznych.